# Семинария Баттикотта
Семинария Баттикотта — ранее существовавшее учебное заведение, основанное американской цейлонской миссией американского совета комиссий иностранных миссий (ABCFM) в городе Ваддукодай на полуострове Джафна в северной части Шри-Ланки в 1823 году. Она была закрыта в 1855 году. Причина такого решения была в том, что она не могла достичь главной своей цели с момента основания, а именно превращения индусов в протестантов. Сэр Эмерсон Теннет считал это учебное заведение равным по рангу многим европейским университетам. Позднее преподобный Сабапати Кулендран, первый епископ диоцеза Джафны в составе Церкви Южной Индии (JDCSI), отмечал, что семинария привела к огромному подъему подобного которому никогда не видели в стране ни до или ни после. Позднее она стала колледжем Джафны.